# Christoph Holm von Egidy
Christoph Holm von Egidy (* 3. Juni 1803 in Ottersitz; † 11. Juni 1882 in Dresden) war ein deutscher Jurist, Rittergutsbesitzer und Politiker.

## Leben
Er stammte aus dem Adelsgeschlecht Egidy und war der Sohn des sächsischen Leutnants Hans von Egidy (1772–1843) auf Ottersitz und der Henriette Wilhelmine geb. von Schleinitz (1774–1818). Christoph Holm von Egidy besuchte von 1817 bis 1822 die Klosterschule Roßleben und studierte anschließend bis Ostern 1825 an der Universität Leipzig Rechtswissenschaften und Kameralistik. Erste Tätigkeiten nach seinem Studium nahm er als Assessor im Justizamt Dresden und ab Dezember 1826 im Finanzkollegium auf. 1830 erlangte er die Assessur bei der Landes-Ökonomie, Manufaktur- und Kommerziendeputation, wurde aber bereits im folgenden Jahr als Assistent des dortigen Amtshauptmanns nach Rochlitz befördert. Von 1833 bis 1834 verwaltete er diese Amtshauptmannschaft als Verweser. Am 25. April 1835 wurde er zum Supernumerar-Regierungsrat in der Kreisdirektion Zwickau ernannt.
Als Besitzer des Ritterguts Naunhof wurde er von den Rittergutsbesitzern des Meißner Kreises in die II. Kammer des Sächsischen Landtags gewählt, der er 1836/37 angehörte. Als er mit Wirkung zum 1. Oktober 1838 das Amt des Amtshauptmanns von Döbeln antrat, legte er sein Landtagsmandat nieder. Zu Ostern 1851 wurde er als Amtshauptmann nach Meißen versetzt, ein Amt, das er bis zum Eintritt in den Ruhestand 1874 ausübte. Ab 1850 gehörte Egidy als Vertreter der Rittergutsbesitzer des Meißner Kreises der I. Landtagskammer an. Dabei bekleidete er von 1854 bis 1869/70 das Amt des 1. Sekretärs der Kammer. Sein Landtagsmandat hatte er bis einschließlich des Landtags 1875/76 inne. Er war einer von nur fünf adligen Abgeordneten der I. Landtagskammer, die 1854 für die Abschaffung der Patrimonialgerichtsbarkeit in Sachsen stimmten.
Nachdem sein Schloss Naunhof 1864 abgebrannt war, ließ Egidy es 1865 wieder aufbauen.

## Familie
Christoph Holm von Egidy war mit Henriette Caroline Friederike von Brietzke verheiratet. Ihr ältester Sohn Christoph Holm starb 1858 als Kandidat des Bergwesens in Meißen. Die Ehe ihres zweitältesten Sohnes Horst von Egidy (1835–1887) mit Marie Olga von Diepow blieb kinderlos.